# Tupaia gracilis
La tupaia minore è una specie di tupaia diffusa in Malaysia ed Indonesia, dove colonizza gli ambienti ricoperti di foresta pluviale.
Se ne conoscono tre sottospecie:
- Tupaia gracilis ederata (Lyon, 1906)
- Tupaia gracilis gracilis (Thomas, 1893)
- Tupaia gracilis inflata (Lyon, 1906)